# يوهان بيتر ملشيور
يوهان بيتر ملشيور (بالألمانية: Johann Peter Melchior)‏ هو نحات ألماني، ولد في 8 مارس 1747 في Ratingen-Lintorf ‏ في ألمانيا، وتوفي في 13 يونيو 1825 في Neuhausen-Nymphenburg ‏ في ألمانيا.

## وصلات خارجية
- يوهان بيتر ملشيور على موقع الموسوعة البريطانية (الإنجليزية)